# Castulo thirkelli
Castulo thirkelli là một loài bướm đêm thuộc phân họ Arctiinae, họ Erebidae.